# Benzinvergiftung
Eine Benzinvergiftung kann aufgrund der Aufnahme des Körpers von Motorenbenzin entstehen. Hauptaufnahmewege sind Atemwege, Haut und Verdauungstrakt. Unterschieden werden akute und chronische Vergiftung.

## Akute Vergiftung
Eine akute Vergiftung kann u. a. durch Einatmen in Industriebetrieben oder beim Ansaugen verstopfter Benzinleitungen auftreten. Dies führt zu heftigen Reizerscheinungen in Mund, Magen und Darm, sowie zu Atemnot und Krämpfen bis hin zur Bewusstlosigkeit. Bei einer oralen Aufnahme besteht die Gefahr des Spontanerbrechens und des Eindringens des Erbrochenen in die Luftröhre. Als minimale letale Dosis wurden beim Erwachsenen Mengen von 7,5 ml/kg Körpergewicht, bei Kleinkindern eine absolute Menge von 10 ml Benzin beobachtet.

## Chronische Vergiftung
Charakteristisch bei der chronischen Vergiftung ist die toxisch bedingte Aplastische Anämie, auch Schleimhautblutungen kommen vor. Hans Curschmann und Arthur Jores nannten zusätzlich Depressionszustände, Tremor, Polyneuritis und Nephritis.

## Allgemeine Folgen
Zu den Folgen bei Resorption zählen Kopfschmerzen, Schwindel, Euphorie, gefolgt von Trunkenheit, starke Erregung, Tremor, Zyanose, Krämpfe, tiefe Narkose, Reflexlosigkeit, schließlich Kreislaufversagen und tödliche Atemlähmung. Als Komplikationen drohen ferner Nieren-, Pankreas- und Leberschäden.

## Therapie
Bei akuten Vergiftungen wird initial mit Paraffinöl behandelt. Bei größerer Aufnahme kommt eine vorsichtige Magenspülung in der Trendelenburg-Lagerung in Frage, wobei auf einwandfrei abdichtende Intubation geachtet werden muss. Um einer Lungenentzündung durch Aspiration oder Ausscheidung vorzubeugen, kommen Antibiotika zur Abschirmung zum Einsatz.

## Geschichte
Benzinvergiftungen wurden bereits im frühen 20. Jahrhundert ausgiebig behandelt, als es in der Industrie zu zahlreichen Vergiftungsfällen kam. Hans Dorendorf beschrieb 1901 zwei Fälle von Arbeitern einer Kautschukfabrik, die an der Berliner Charité behandelt wurden. Kulkow beschrieb 1926 eine Massenvergiftung in einer Fabrik und erwähnte neben allgemeinen Vergiftungssymptomen auch Fälle mit deutlich ausgeprägter Neurose in Form hysterischer Anfälle. Rosenstein und Rawkin hatten bis 1929 55 Patienten beobachtet und untersucht. 44 dokumentierte Fälle wurden 1941 von Peter Jost Knabenhans zusammengefasst.
Therapeutisch setzte man bei akuten Vergiftungen auf Zufuhr frischer Luft, Inhalation von Sauerstoff, Spülungen von Magen und Darm, Adsorptionsmittel, Herzmittel sowie intravenös Kochsalz und Traubenzucker. Bei der chronischen Vergiftung kamen zusätzlich noch Bluttransfusionen und eine Lebertherapie zum Einsatz.